# I Feel Pretty
I Feel Pretty (prt: Sou Sexy, Eu Sei!; bra: Sexy por Acidente), é um filme de comédia estadunidense escrito e dirigido por Abby Kohn e Marc Silversteini, estrelado por Amy Schumer, Michelle Williams, Rory Scovel, Emily Ratajkowski, Busy Philipps, Aidy Bryant, Naomi Campbell, Lauren Hutton, Tom Hopper. O enredo segue uma mulher insegura que, depois de sofrer um ferimento na cabeça, ganha extrema autoconfiança e acredita que é consideravelmente atraente.
O lançamento do filme nos Estados Unidos ocorreu no dia 20 de abril de 2018, pela STXfilms. Arrecadou um total de US$ 6 milhões em seu primeiro dia, e US$ 16 milhões no primeiro fim de semana em 3.440 cinemas, estreando em terceiro lugar nas bilheterias.

## Elenco
- Amy Schumer como Renee Bennett
- Michelle Williams como Avery LeClaire
- Emily Ratajkowski como Mallory
- Aidy Bryant como Vivian
- Busy Philipps como Jane
- Naomi Campbell como Helen
- Lauren Hutton como Lily LeClaire
- Tom Hopper como Grant LeClaire
- Sasheer Zamata como Tasha
- Dave Attell como Really Tan Dude
- Adrian Martinez como Mason